# Amnestie
Amnestie is een maatregel waarmee de wetgever aan bepaalde handelingen met terugwerkende kracht hun strafbaar karakter ontneemt zodat die handelingen geacht worden nooit een misdrijf te zijn geweest. Zowel de strafvordering, de strafrechtelijke veroordeling als de straf worden tenietgedaan. Bij amnestie worden zowel schuld als boete gewist.
Het woord amnestie komt van het Griekse amnestia, vergetelheid. Iemands daden worden door een amnestieverlening als het ware aan de vergetelheid prijsgegeven en daarmee volledig uitgewist. Een collectieve amnestieverlening wordt in Nederland ook wel een generaal pardon genoemd. 
Er kan amnestie verleend worden aan bepaalde individuen of aan allen die een bepaald strafbaar feit hebben gepleegd. Amnestie kan zelfs betrekking hebben op alle strafbare daden die in een bepaalde periode of in verband met bepaalde omstandigheden gepleegd zijn. 

## Verschil met gratie, eerherstel en seponering
Onder gratie of genade wordt verstaan: het kwijtschelden, verminderen of veranderen van straffen die door de strafrechter zijn uitgesproken. Gratie kan worden verleend door de Koning (België) of door de Minister van Justitie (Nederland), hetzij op basis van een individueel verzoek, dan wel in de vorm van een collectieve gratie (bijvoorbeeld ter gelegenheid van een dynastieke gebeurtenis). Gratie betreft enkel de uitvoering van de straf maar doet de straf zélf (en haar inschrijving in het Centraal Strafregister) niet verdwijnen. In tegenstelling tot amnestie en vrijspraak wordt bij gratie de veroordeelde niet onschuldig geacht. 
Eerherstel daarentegen is een beslissing van de rechterlijke macht die enkel de strafrechtelijke gevolgen van een veroordeling voor de toekomst uitwist, dus zonder retroactiviteit, teneinde, bijvoorbeeld na uitvoering van een straf of gratiemaatregel, tot een blanco-strafregister te komen (art. 619 e.v. Sv).
Net zoals bij de vrijspraak, een beslissing van de strafrechter, wordt bij de seponering, een beslissing van de openbare aanklager (in België: parket), respectievelijk de beklaagde (of beschuldigde in geval van assisen) noch de verdachte bestraft voor zijn daden. In tegenstelling tot wat amnestie, gratie of eerherstel betreft worden er in het geval van sepot geen straffen uitgesproken. De strafvervolging wordt gestaakt omdat de autoriteiten (in België: het College van procureurs-generaal na overleg met de Minister van Justitie) andere prioriteiten hebben (dit is een 'beleidssepot', gebaseerd op een opportuniteitsoordeel), of omdat vervolging onmogelijk is (geworden) door vb. gebrek aan bewijs, verjaring, dood van de verdachte, enz. Dit laatste noemt men een 'technisch sepot'.

## De juridische basis van amnestie

### Nederland
De mogelijkheid van amnestie is geregeld in artikel 122 tweede lid van de Nederlandse Grondwet.
Amnestie geschiedt altijd bij of krachtens een op zichzelf staande formele wet. Dat houdt in dat de vaststelling van een amnestiewet geschiedt door regering en Staten-Generaal gezamenlijk. 
Ook hierin onderscheidt amnestie zich van gratie: gratie wordt verleend krachtens de Gratiewet door koninklijk besluit, waaromtrent geen goedkeuring van het parlement vereist is. Wel is de minister van Justitie (als verantwoordelijke van de Koning) in geval van gratieverlening achteraf verantwoording schuldig aan het parlement, voortvloeiende uit het recht van interpellatie. 

## Reden voor amnestie
In de geschiedenis werd vaak amnestie verleend bij het normaliseren van de verhoudingen na een politieke omwenteling, burgeroorlog en dergelijke. In het proces van verzoening kan de overwinnende partij amnestie verlenen aan degenen die zich tijdens de onlusten tegen die partij verzet hebben. Daarbij wordt vaak een uitzondering gemaakt voor de leiders van de tegenpartij, of voor plegers van bijzonder ernstige (oorlogs)misdaden. 
Een andere reden kan zijn, een veranderend inzicht in de mate van verwerpelijkheid van bepaalde daden. Als men de strafbaarheid van een delict afschaft, of de maximale straf verlaagt, kan men ook de reeds veroordeelden amnestie verlenen. 

## Voorbeelden
- De vroegst beschreven amnestie was die van Thrasybulus van Athene. De Dertig Tirannen en enkele anderen werden van die amnestie uitgezonderd.
- Op 16 maart 44 v.Chr. kregen Marcus Brutus en Gaius Cassius en de moordenaars van Caesar amnestie van de senaat en werd Caesar ook goddelijk verklaard.
- Bij de Restauratie van Karel II van Engeland werd amnestie verleend, maar de personen die deel hadden genomen in de executie van Karels vader werden uitgezonderd.
- De laatste amnestiewet die door het Britse werd aangenomen was die van 1747, waarin de deelnemers aan de Jacobitische opstand van 1745 gratie werd verleend.
- Napoleon verleende een amnestie op 13 maart 1815. Dertien prominenten, waaronder Talleyrand werden uitgezonderd.
- De amnestie van Pruisen van 10 augustus 1840.
- De algemene amnestie, uitgeroepen door Frans Jozef I van Oostenrijk in 1857.
- De algemene amnestie, toegekend door de President van de Verenigde Staten, Andrew Johnson, na afloop van de Amerikaanse Burgeroorlog (1861 - 9 april 1865) in 1868.
- De Franse amnestie van 1905.
- De algemene amnestie voor Zuid-Afrikanen die zich verzet hebben tegen de apartheid in augustus 1991. Circa 40 000 mensen worden vrijgelaten.
- In Suriname werd in 1992 de Amnestiewet aangenomen waarmee amnestie werd verleend voor rond de twintig strafbare feiten die tijdens de Binnenlandse Oorlog werden begaan. De wet werd in 2012 verruimd, toen er een rechtszaak liep tegen een groot aantal verdachten van de Decembermoorden, onder wie voormalig legerleider en toenmalig president Desi Bouterse. Deze wet werd later ingetrokken, waardoor de berechting door kon gaan.

Amnestieverleningen kunnen controversieel zijn. In 1949 en in 1954 werd in Duitsland amnestie verleend, die volgens sommigen in strijd waren met het principe van denazificatie.